# Società di vita apostolica
Una società di vita apostolica è una istituzione della Chiesa cattolica caratterizzata dall’adozione di una forma di vita comunitaria. Ai sensi del canone 731 del codice di diritto canonico, entrato in vigore nel 1983, essa è caratterizzata dal perseguimento in comune da parte di chi vi appartiene, senza il vincolo dei voti religiosi, di un peculiare fine apostolico, dalla conduzione di vita fraterna in comunità secondo un proprio stile e dalla ricerca della perfezione della carità.
I membri delle società di vita apostolica quindi, a differenza di quelli degli istituti di vita consacrata (ordini, congregazioni, istituti secolari), non professano voti religiosi ma possono assumere i consigli evangelici (povertà, obbedienza e castità) con qualche vincolo definito dalle rispettive costituzioni (promessa, giuramento, voto privato).
La disciplina relativa alle società di vita apostolica è attualmente contenuta nei  cann. 731-746 del codice di diritto canonico.
Nelle società di vita apostolica l'enfasi non è posta sullo stato di vita, ma sulla vita comune della comunità. I membri di una società di vita apostolica possono essere riassegnati tra varie comunità appartenenti alla stessa società, secondo le necessità.
Per operare in una diocesi, la società di vita apostolica deve ricevere una lettera di approvazione da parte del vescovo diocesano. I membri che hanno ricevuto l'ordine sacro sono incardinati nella società e non nella diocesi dove lavorano, a meno che le costituzioni della società non dispongano diversamente.
Le comunità della società di vita apostolica hanno diritto di avere il proprio oratorio, dove si custodisce l'Eucaristia.
A livello della chiesa universale dipendono dal Dicastero per gli istituti di vita consacrata e le società di vita apostolica.
In Italia, le società di vita apostolica sono associazioni cattoliche delle quali il Concordato fra lo Stato e la Santa Sede sancisce la piena idoneità ad essere riconosciute come persone giuridiche ai sensi e per gli effetti previsti dall’ordinamento giuridico italiano, e in particolare dal codice civile.

## Società di vita apostolica maschili
Elenco storico giuridico di precedenza delle società di vita apostolica maschili di diritto pontificio:
- Confederazione dell'Oratorio di San Filippo Neri (Oratoriani o Filippini);
- Oratorio di Gesù e Maria Immacolata di Francia (Oratoriani francesi);
- Congregazione della Missione (Vincenziani o Lazzaristi);
- Compagnia dei Sacerdoti di San Sulpizio (Sulpiziani);
- Società per le Missioni Estere di Parigi;
- Società dell'Apostolato Cattolico (Pallottini);
- Missionari del Preziosissimo Sangue;
- Congregazione di Gesù e Maria (Eudisti);
- Pontificio Istituto Missioni Estere (PIME);
- Missionari d'Africa (Padri Bianchi);
- Società delle Missioni Africane;
- Società Missionaria di San Giuseppe di Mill Hill;
- Società per le Missioni Estere degli Stati Uniti d'America (di Maryknoll);
- Istituto Spagnolo di San Francesco Saverio per le Missioni Estere;
- Società di San Colombano per le Missioni Estere;
- Società dei Sacerdoti Missionari di San Paolo Apostolo (Paolisti);
- Società per le Missioni Estere della Provincia di Québec;
- Società Portoghese per le Missioni;
- Società di San Giuseppe del Sacro Cuore (Giosefiti);
- Società delle Missioni Estere di Bethlehem in Svizzera;
- Istituto per le Missioni Estere di Yarumal;
- Società per le Missioni Estere di Scarboro;
- Istituto di Santa Maria di Guadalupe per le Missioni Estere;
- Società di San Patrizio per le Missioni Estere;
- Missionari Domestici d'America (Glenmary);
- Società dei Sacerdoti di San Giuseppe Benedetto Cottolengo (Cottolenghini);
- Fraternità Sacerdotale San Pietro;
- Società dei Sacerdoti di San Giacomo;
- Sodalizio di Vita Cristiana (Sodaliti);
- Fraternità Sacerdotale dei Missionari di San Carlo Borromeo;
- Araldi della Buona Novella;
- Società Clericale dei Missionari dei Santi Apostoli;
- Missionari della Santa Croce;
- Istituto di Cristo Re Sommo Sacerdote;
- Società Missionaria delle Filippine;
- Società Clericale Virgo Flos Carmeli;
- Operai del Regno di Cristo;
- Società dei Missionari di San Francesco Saverio (del Pilar).

### Società di vita apostolica maschili delle Chiese d'Oriente
- Congregazione Vincenziana Malabarese.[2]

## Società di vita apostolica femminili
Le società di vita apostoliche femminili di diritto pontificio (elenco in ordine alfabetico, secondo la parola più caratteristica del titolo):
- Suore della Carità Sociale;
- Fraternità dell'Opera Serafica di Carità;
- Figlie della Carità di San Vincenzo de' Paoli;
- Suore del Servizio Sociale;
- Società del Cuore di Gesù;
- Società Regina Virginum;
- Società di Sant'Anna;
- Società di Servizio Sociale Missionario;
- Sodalizio delle Vergini Domenicane dello Spirito Santo;
- Vergini di Gesù.